# Automatic Dependent Surveillance

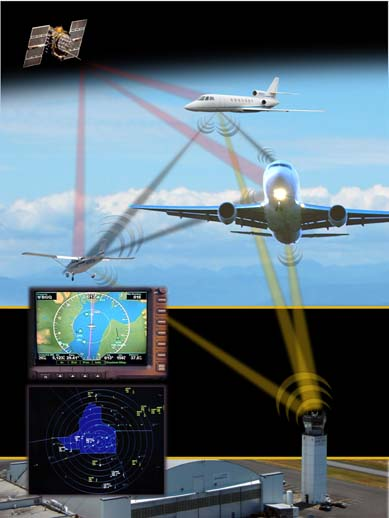
ADSB-Konzept mit einzelnen Funkverbindungen

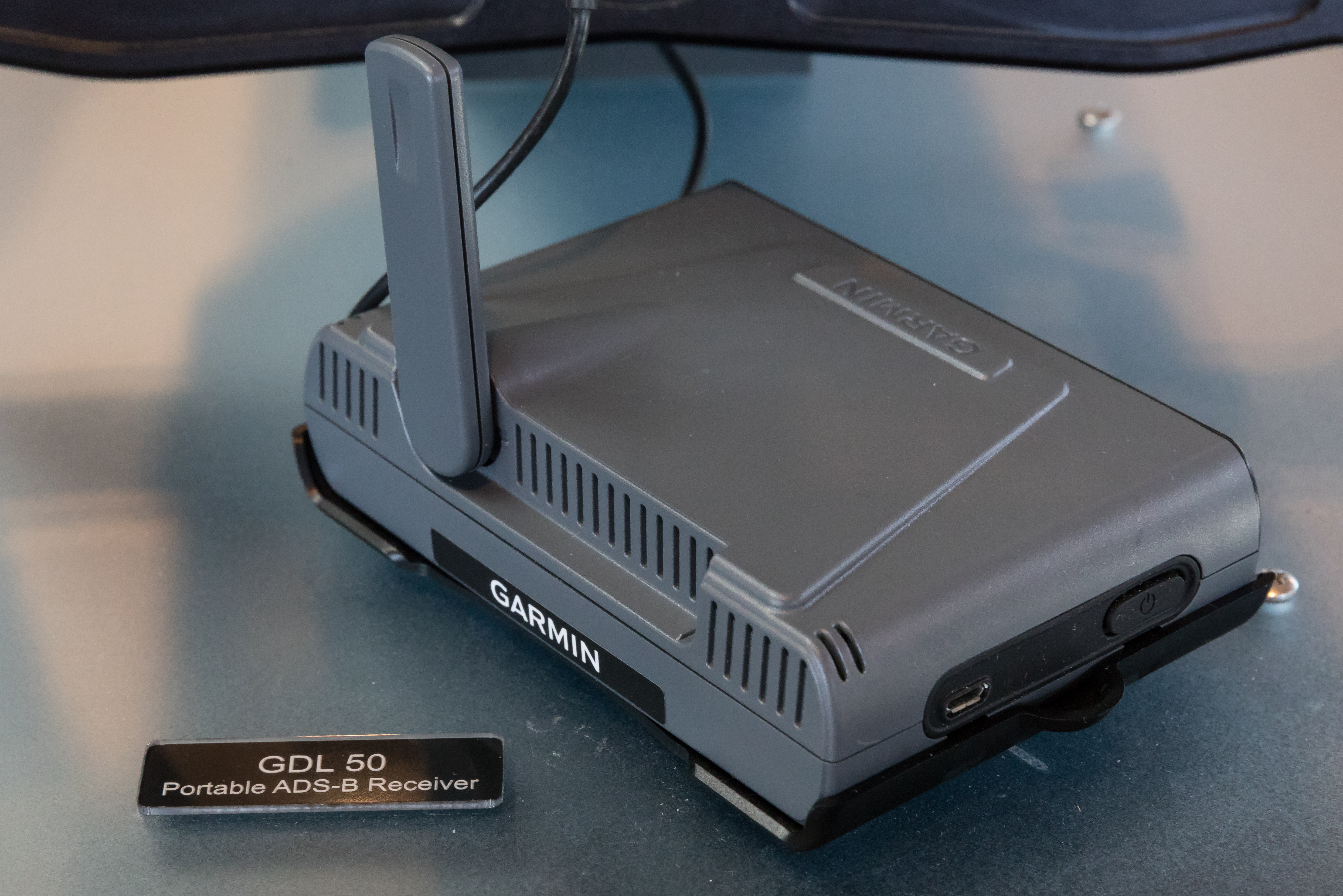
Portabler ADS-B-Empfänger von Garmin

Automatic Dependent Surveillance – Broadcast (ADS-B; deutsch etwa Automatische (Bord-)Abhängige Überwachung – Rundfunk) ist die Nutzung vom Mode S extended Squitter um die Position und andere Daten von Luftfahrzeugen in der Luft und am Boden, sowie von Fahrzeugen am Boden, die mit ADS-B Out-fähigen Transpondern und Squitterboxen ausgerüstet sind, den Fluglotsen zur Verkehrskontrolle anzuzeigen. Das System ist von ICAO in ICAO Annex 10 Volume IV und Dokumenten standardisiert.

## Funktion
Luftfahrzeuge bestimmen ihre Position über Satellitennavigationssysteme (GNSS) wie GPS oder GLONASS selbständig. Der im Luftfahrzeug festinstallierte und für diesen Anwendungszweck zugelassene GNSS-Empfänger muss über Verfahren zur Überprüfung der Signalintegrität globaler Navigationssatellitensysteme verfügen. Bekannte Verfahren zur Überprüfung der Signalintegrität von Navigationssatellitensystemen sind RAIM und SBAS.

Die Position und andere Flugdaten, wie Flugnummer, Flugzeugtyp, Zeitstempel, Geschwindigkeit, Flughöhe und geplante Flugrichtung werden kontinuierlich – typischerweise einmal pro Sekunde – ungerichtet auf 1090 MHz abgestrahlt. Daher bezeichnet man das Verfahren als ADS-B (broadcast), auch als ADS-B out für output. Ebenfalls möglich ist der Versand auf Anforderung. Das System heißt dann ADS-C (contract) oder auch ADS-A (addressed). 

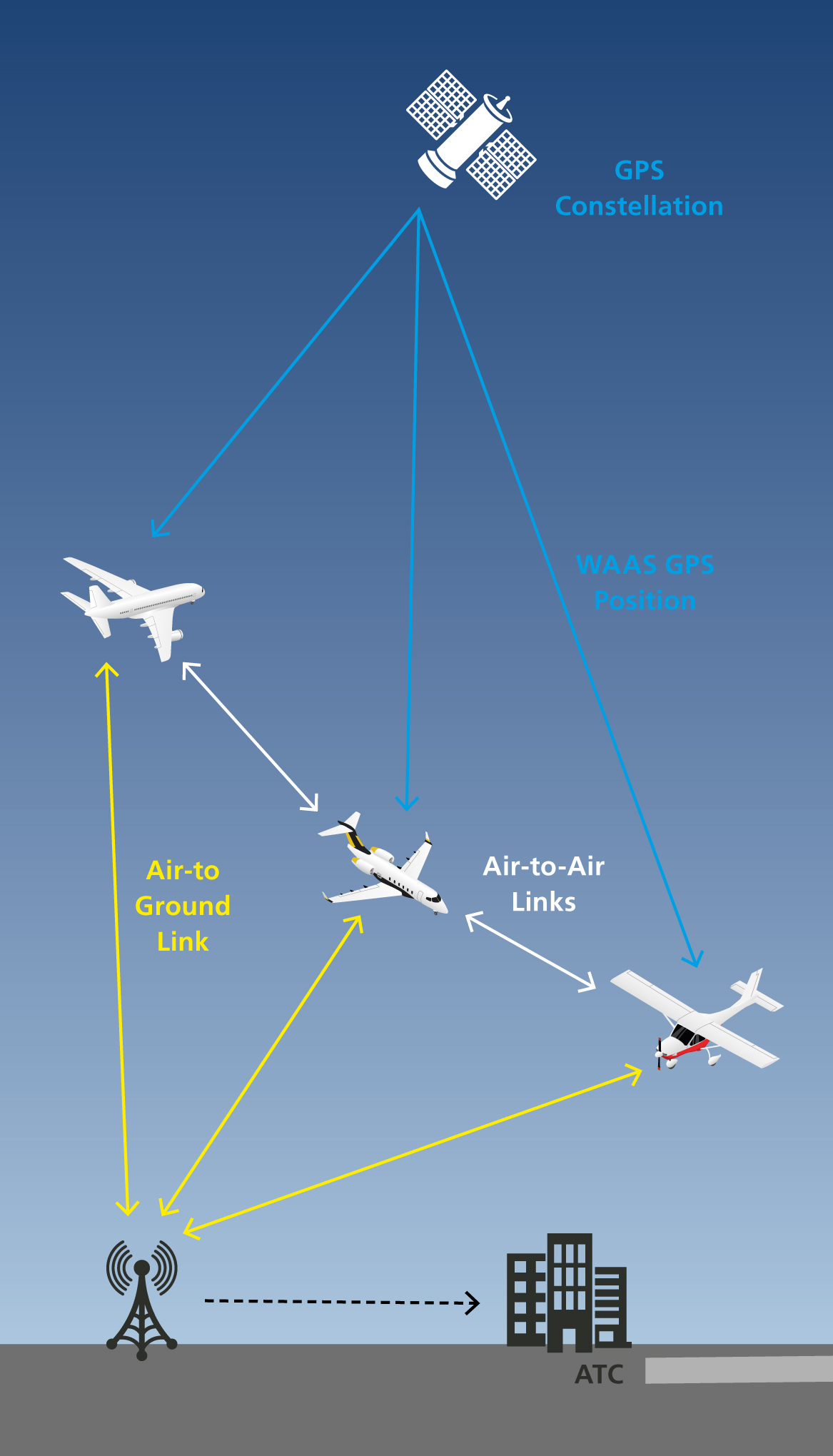
Funktionsweise von ADS-B Out

Die Flugsicherung empfängt die Daten der Teilnehmer und bereitet sie grafisch auf. Diese Informationen sind denen, die aus Bodenradar gewonnen werden, qualitativ deutlich überlegen. Werden die Flugverkehrsdaten dann über ADS-B in (input) an die Flugzeuge übermittelt, verfügen Piloten auf dem Cockpit Display of Traffic Information (CDTI) über dieselbe Übersicht über den Flugverkehr wie Fluglotsen.
Die Reichweite der ADS-B-Ausstrahlung beträgt bis zu 200 Seemeilen (370 km) zu Empfangsstellen am Boden. ADS-B Signale können auch über Satelliten im Low Earth Orbit (LEO) empfangen werden, ein Service, der von der Firma Aireon über das Iridium-Next-System angeboten wird. Da ein einzelner Satellit über eine Reichweite von bis zu 2000 Seemeilen (3700 km) verfügt, kann die ganze Erde abgedeckt werden, inklusive bislang nicht überwachter Gebiete über den Ozeanen oder den Polarregionen.

## Technik
ADS-B in seiner standardisierten Form benutzt den sogenannten 1090 Extended Squitter Datalink, welcher auf der existierenden Mode-S-Technologie basiert. Dementsprechend teilt ADS-B damit viele Charakteristiken: Die Frequenz ist ebenfalls 1090 MHz, die Modulation eine Puls-Pausen-Modulation, die Datenrate 1 MBit/s und die Länge der Nachrichten beträgt 112 bit. Es gibt keine Kollisionsprävention für zeitgleich (oder zeitlich überlappend) gesendete Nachrichtenpakete über ein primitives zufälliges Backoff-Verfahren hinaus, was zu hohen Verlustraten in viel benutzten Lufträumen führt.
Die Flugzeugkollisionsprävention wirkt nur bezüglich Flugzeugen, die ebenfalls entsprechend ausgerüstet sind und dadurch erkannt werden können.

## Nutzung
Primär wird ADS-B von der Flugsicherung eingesetzt zur Ortung und Überwachung von Luftfahrzeugen zur Erhöhung der Sicherheit durch verbesserte Informationen für den Piloten über die Flugzeugumgebung. ADS-B verursacht dabei geringere Kosten als konventionelles Radar und erhöht die Qualität der Ortung von Luftfahrzeugen durch eine im Vergleich zum Radar höhere Update-Rate. ADS-B wird heute in Regionen benutzt, in denen es keine flächendeckende Radarüberwachung gibt, z. B. Alaska oder Australien. Ein weiterer Einsatzbereich ist die Verwendung als Ersatz für das Bodenradar zur Überwachung der Luftfahrzeuge, sowie auch gleichzeitig von Bodenfahrzeugen auf dem Vorfeld und den Rollbahnen von Flughäfen.
Einige Webdienste wie z. B. Flightradar24 werten diese Daten ebenfalls aus.
Heutzutage gehören ADS-B-Transponder zur verpflichtenden Grundausstattung von Verkehrsflugzeugen und den meisten Businessjets.
Jeder Iridium-NEXT-Satellit ist mit einem ADS-B-Empfänger ausgestattet. Satellitengestütztes ADS-B ermöglicht die Flugverkehrskontrolle in Regionen, die heute nicht durch ein Flugsicherungsradar abgedeckt werden. Durch die ADS-B-Empfänger, die auf den Iridium-NEXT-Satelliten durch Aireon betrieben werden, ist der weltweite, lückenlose Empfang von ADS-B-Signalen möglich.
Als Folge der Flugzeugabstürze MH370 und AF447 verlangen Flugsicherheitsbehörden, wie die EASA, von den Fluggesellschaften die stetige Überwachung ihrer Flugzeuge und deren aktuellen Positionen. Einige Fluggesellschaften verwenden für die Erfüllung dieser Vorgaben satellitengestütztes ADS-B. Die Flugsicherheitsbehörde EASA fordert die Übermittlung der aktuellen Position des Flugzeugs im Zyklus von 15 Minuten. Damit soll bei einem allfälligen Flugzeugabsturz ohne Notruf/Notsignal das erforderliche Suchgebiet stark verkleinert werden, was den Rettungseinsatz der SAR-Einsatzkräfte beschleunigt.

## Einführung von ADS-B
Der Zeitplan der Einführung von ADS-B wird bestimmt durch die Ausrüstung von ADS-B Transpondern in den Luftfahrzeugen, Kosten für die Ausrüstung, angenommenen Nutzen und die Regularien der Luftfahrtbehörden. Die Ausrüstung von Luftfahrzeugen mit ADS-B-Transpondern bietet bei relativ geringen Kosten eine Reihe von Vorteilen für Flugsicherung und Luftraumnutzer. Dennoch hinkt die Upgrade-Geschwindigkeit hinter den Erwartungen zurück. Der ursprüngliche Zeitplan in Europa (durch Eurocontrol) und in den USA (durch die Federal Aviation Administration) sah eine zwingende Ausstattung mit ADS-B für Flugzeuge im überwachten Luftraum bis zum Jahr 2020 vor. Wie von Industriebeobachtern befürchtet, war dieser Zeitplan zu knapp bemessen, so dass für Europa eine Verlängerung bis 7. Juni 2023 gilt, sofern rechtzeitig ein Retrofit-Programm erarbeitet und eingereicht wurde.
Die Richtlinie 1207/2011 der Europäischen Gemeinschaft vom 22. November 2011 schreibt vor, dass Flugzeuge mit einem maximalen Abfluggewicht von mehr als 5,7 Tonnen oder einer Geschwindigkeit von mehr als 250 Knoten bis zum 2. Januar 2020 mit ADS-B Sendern auf Basis der Mode S Transponder Technologie ausgerüstet werden müssen. Als Frequenz wird 1090 MHz vorgeschrieben. Versuche, eine Aufrüstungsverpflichtung für kleinere oder langsameren Flugzeuge durchzusetzen, scheiterten im Jahre 2017. Zu groß waren die Bedenken, dass weitere ADS-B Geräte, welche die Frequenz nutzen, auf welcher auch die Mode S Transponder arbeiten, diese Frequenz überlasten könnten. Für die allgemeine Luftfahrt wird es keine Verpflichtung geben, Broadcast Signale auf der Frequenz 1090 MHz auszusenden. Es gibt Überlegungen, die Frequenz 978 MHz für solche Zwecke zu benutzen. (ADS-B UAT)
Kurzfristige Entwicklungen (2006–2008)
In diesen Jahren wurden ADS-B-Feldversuche durchgeführt und eine zunehmende Anzahl älterer Verkehrsflugzeuge mit ADS-B-Avionik nachgerüstet.
- Schweden. Die schwedische Luftfahrtbehörde baute in den Jahren 2006–2007 ein flächendeckendes System von 12 Bodenstationen aus.[10]

- Australien. Australien führt Feldversuche in Queensland durch, um die Machbarkeit von ADS-B als Alternative zu radargestützten Überwachungssystemen zu testen. Es wird erwartet, dass durch ADS-B Kosteneinsparungen und erhöhte Sicherheit besonders in den Gebieten erreicht werden, die bisher nicht vollständig durch Radar abgedeckt sind.

Mittelfristige Entwicklungen (2008–2015)
Neben der weiteren Verbreitung von ADS-B-Transpondern bei Verkehrsflugzeugen, ist zu erwarten, dass eine größere Anzahl von Bodenstationen in Betrieb genommen sein wird.
Langfristige Auswirkungen (ab 2016)
- Eine nahezu vollständige Ausrüstung der Flotten der Luftverkehrsgesellschaften wird es ermöglichen, die Vorteile von ADS-B in größerem Umfang zu nutzen.
- Durch eine größere Genauigkeit der Luftraumüberwachung könnte es möglich werden, geringere Staffelungsminima einzuführen und dadurch die Kapazität des Luftraums zu erhöhen.
- Durch ADS-B soll eine größere „Situation Awareness“ erreicht werden. Wissen Piloten von der Existenz anderer Verkehrsteilnehmer, können sie die Situation besser einschätzen.
- Besonders bei Flügen über Regionen, die nicht durch Radar abgedeckt werden, kann die Position des Flugzeuges trotzdem ermittelt werden, da ADS-B Signale von Satelliten empfangen und weitergeleitet werden.
- Dadurch entfallen teuere Investitionen in Satelliten, bzw. Kurzwellen Kommunikationseinrichtungen zur Übermittlung der Position in den Flugzeugen, da ADS-B lediglich eine Software-Erweiterung eines bestehenden Transponder mit Mode-S bedeutet.

## Verwandte Systeme

### ADS-C
Automatic Dependent Surveillance – Contract (ADS-C) ist ein System, bei dem der Fluglotse via einer drahtlosen Datenverbindung vom Flugzeug die regelmäßige Übertragung von Flugdaten anfordern kann, die dann auf seinem Bildschirm angezeigt werden. Als Data-Link kann ein VHF-Data-Link (ACARS oder VDL-Mode 2), oder ein Satelliten-Verbindung dienen.

### FLARM
Speziell für die Bedürfnisse der Kleinfliegerei (hohe Flugzeugdichte, häufige Flugwegänderungen, kostengünstig, platz- und energiesparend) wurde ein Kollisionswarnsystem namens FLARM entwickelt. FLARM ist für den Einsatz in Segelflugzeugen konzipiert. Es hat sich seit der Einführung 2004 rasant weltweit verbreitet, obschon es auf einem proprietären Funkprotokoll aufbaut. Mitte 2014 waren annähernd 25.000 Systeme im Einsatz. Die geringe Reichweite von FLARM (< 5 km) erlaubt aber keine größere Übersicht über den Luftraum. Außerdem gibt es (aus diesem Grund) auch keine Bodenstationen, die einen Überblick z. B. außerhalb des Platzverkehrs bieten könnten. Die Kollisionswarnung wirkt nur bei FLARM-ausgestatteten Luftfahrzeugen untereinander. Nicht mit FLARM ausgestattete Luftfahrzeuge werden von FLARM nicht erkannt.

### ADS-L
Im Laufe der Entwicklung des U-Spaces, einem Luftraumkonzept für Drohnen, kam das Bedürfnis auf, dass auch Fluggeräte wie Hängegleiter, Gleitschirme und Modellflugzeuge elektronisch ihre Positionsdaten aussenden, damit sie von autonomen Luftraumteilnehmern identifiziert werden können. ADS-B kann für diese Kategorie von Luftfahrzeugen nicht eingesetzt werden, da es nicht genügend miniaturisiert werden kann und die Funkfrequenz von ADS-B durch die große Anzahl der Fluggeräte überlastet würde.
Das in diesem Bereich verbreitete FLARM kam für die EASA nicht in Frage, da es ein proprietäres System ist. Deshalb begann die EASA mit der Entwicklung von ADS-L (light), welches wie FLARM das SRD-860 Frequenzband nutzt. ADS-L beruht auf den Standards von ADS-B, somit sollten Systeme, welche bereits ADS-B verarbeiten, einfach aktualisiert werden können.
ADS-L wurde Ende 2022 fertig spezifiziert. ADS-L unterstützt zwei physikalische Systeme; das M-Band, das im Spektrum von 868–868,6 MHz arbeitet und das O-Band, das im Spektrum von 869,4–869,65 MHz arbeitet. Dies verhindert eine direkte Nutzung als Kollisionswarnsystem, da jedes Gerät auf beiden Frequenzbändern hören müsste, ob ein anderes Flugobjekt in der Nähe ist. Gemäß der Firma Flarm eignet sich ADS-L daher nur als Tracking-System und nicht als Antikollisions-System, da wichtige Teile für eine effektive Kollisionsverhinderung fehlen.

### AIS
In der Schifffahrt arbeitet das AIS nach einem ähnlichen technischen Prinzip wie ADS-B. Ein dem CDTI ähnliches System zur Visualisierung der hiermit gewonnenen Daten an Bord ist in der Schifffahrt das ECDIS.